# جشنواره فیلم ریندنس
جشنواره فیلم ریندنس (انگلیسی: Raindance Film Festival) نام یک جشنوارهٔ فیلم ویژهٔ «سینمای مستقل» است که در شهرهای گوناگونی در سرتاسر جهان چون لندن، لس آنجلس، نیویورک، ونکوور، تورنتو، مونترآل، بوداپست، برلین، بوداپست و بروکسل برگزار می‌شود.
این جشنواره در سال ۱۹۹۲ میلادی، توسط «الیوت گروو» برپا شد و مجلهٔ ورایتی آن را در فهرست ۵۰ جشنوارهٔ مهمِ فیلمی قرار داد که نباید از نظرها پنهان بماند.
همه‌ساله فیلمسازان، تهیه‌کنندگان و مدیران اجرایی سینما، روزنامه‌نگاران، خریداران و علاقه‌مندان سینما از سرتاسر جهان در این جشنواره حضور می‌یابند.
بر اساس ادعای وبسایت رسمی این جشنواره، در سال ۲۰۱۲ میلادی، ۱۳۵۰۰ نفر در این جشنواره حضور یافتند و وبگاه آن، ۸۰۰۰۰ بازدیدکننده و پیگیر فعال داشت.